# Етнографски институт САНУ
Етнографски институт Српске академије наука и уметности је централна национална научно-истраживачка установа у Србији која се бави систематским етнолошко-антрополошким проучавањем становништва Србије, као и културе српског народа у земљи и расејању.
У оквиру пројеката Института проучавају се историјски и савремени културни и друштвени процеси и феномени везани за различите врсте индивидуалних и колективних идентитетских стратегија.
Истраживачи запослени у Етнографском институту усмерени су ка истраживању традиционалних и модерних образаца и вредности народне културе (материјалне, социјалне и духовне), те утврђивању правилности културних промена изазваних локалним и глобалним трансформацијама и друштвеним, економским и политичким токовима. Стратегија научно-истраживачког рада Етнографског института подразумева стално осавремењивање и унапређивање методолошког и теоријског рада, као и рада на регионалним, тематским и општим етнолошким/антрополошким темама и проблемима.
У Етнографском институту САНУ сакупљена је и објављена обимна етнографска грађа. Организовани су бројни научни скупови. Негују се међународна сарадња и богата издавачка делатност. У темеље данашњег Института као модерне, отворене и перспективне научно-истраживачке установе, уграђен је вредан рад генерација преданих истраживача и научника.
У односу на организацију и садржај истраживања рад Етнографског института може се поделити у више целина. До половине осамдестих година ХХ века истраживана је цела територија Србије и то у области фундаменталних етничких истраживања: етничка слика области; култура становања; градитељство; привреда; обичаји; фолкор; истраживања трансформација културе насталих услед индустријализације и урбанизације и великих јавних радова (на пример, изградња колубарског басена, ХЕ Ђердап и пруге Београд–Бар). Такође, започето је и проучавање урбаних средина. Истраживања су систематски организована, а њихови резултати представљани у издањима Института.
Политичке, друштвене и демографске промене до којих је дошло деведесетих година ХХ века донеле су нова интересовања и теме етнолошких истраживања. Велика померања становништва, транзициони процеси и нови културни и друштвени амалгами који су настајали у условима географских и политичких подела, условили су примену савремених теоријских и методолошких приступа. Због распада СФРЈ, друштвене и економске кризе и недостатка финансијских средстава, ови процеси, нажалост, нису увек били праћени организованим и систематичним етнолошким истраживањима. Ипак, и током овог периода истраживачи Етнографског института обавили су веома важна проучавања промена чији резултати представљају упечатљиво сведочанство културне историје Републике Србије. Почетком новог миленијума настављен је рад  на проучавању савремених културних и етничких процеса. У оквиру истраживачких пројеката чији је носилац Етнографски институт проучава се нематеријално културно наслеђe, етнички идентитет,  међуетничке комуникације и мултикултуралност, савремени и традиционални облици религиозности, разноврсност актуелних културних концепата.

## Истраживачи и службеници Етнографског института САНУ
Актом председника Комитета за научне установе, Универзитет и Велике школе НР Србије од 10. јуна 1947. године постављен је за управника Етнографског института дописни члан САН др Војислав С. Радовановић, а одмах затим 5. јула 1947. г. постављени су први хонорарни научни сарадници: академици Александар Белић, Душан Недељковић, Петар С. Јовановић, па Јаша Продановић, Глиша Елезовић, др Боривоје Дробњаковић, Петар Шобајић, Светозар Томић, арх. Александар Дероко, арх. Бранислав Којић, др Војислав Стојановић, Даница Јанковић, Христифор Црниловић, Мирко Барјактаровић, и др.

### Директори
- Др Војислав С. Радовановић, 1947-1957.
- Др Боривоје Дробњаковић, 1957-1961.
- Др Мирко Барјактаровић, 1961-1969.
- Арх. Бранислав Којић, 1969-1971.
- Професор др Атанасије Урошевић, 1971-1973.
- Др Милорад Васовић, 1974-1978.
- Академик Петар Влаховић, 1978-1982.
- Др Милка Јовановић, 1983-1984.
- Др Десанка Николић вршилац дужности директора у 1983.
- Професор др Душан Бандић, 1984-1989.
- Др Никола Пантелић,
- Др Драгана Радојичић[1]